# 向钧
向钧（1906年3月19日—1928年1月24日），字俊奇，别号素我。湖南省平江县向家镇山陂村砖屋人。中国共产党早期领导人、中国共产党第五次全国代表大会代表。

## 生平
1914年，考入东山寺小学。1916年，进入平江县高等小学堂读书。1921年8月考入长沙岳云中学，和表姐杨开慧同校。通过杨开慧介绍，阅读毛泽东《民众大联合》等许多文章，见到毛泽东，受革命思想影响，担任该校学生会代表，组织学生支援工人罢工斗争。1922年1月，参加抗议赵恒惕捕杀湖南劳工会领袖黄爱、庞人铨的运动。不久参加支援长沙泥木工人的大罢工。1923年春，加入中国共产党，同年担任岳云中学、兑泽中学党支部书记。
1925年经党组织批准，以个人身份加入中国国民党，负责长沙北区学生运动和国民党长沙市第一区第六分部工作。担任长沙市学联常委、湖南省学联执委、湖南反基督教大同盟和反帝大同盟的宣传工作负责人，同时任长沙市国民党北区特别党部常务委员，同年上海五卅惨案发生，任青沪惨案湖南省雪耻会执行委员，参与组织反对英、日示威游行随后担任长沙市学联主席。在组织学生示威请愿时，被当局拘捕，后经各方努力获释。10月，参与领导长沙向日本轮船公司收回大金码头运动。11月起，任中国共产主义青年团湖南区执行委员会候补执行委员。同月，参与组织长沙市民声援平江英油商起油案的游行请愿活动。1926年初，参与长沙各界驱赵恒惕运动。7月，被选为长沙各界迎接北伐军筹备会宣传部主席，负责撰写消息、发行特刊和组织讲演8月参加国民党湖南党部全省第二次代表大会，并在大会上做全省青年部工作的报告。
1926年9月被派到衡山，筹组中共衡山地方执行委员会。被选为书记兼管组织（至1927年6月）。毛泽东到衡山考察，对衡山工作给予很高评价。1927年1月，筹建衡山工人纠察队、农民自卫军及梭标队。4月，赴武汉作为正式代表参加中国共产党第五次全国代表大会，赞成和拥护对右倾机会主义错误的批评。6月回到衡山，组织领导反击国民党反动派的斗争。7月奉命赴湘潭恢复党的组织，领导地下斗争。7月至8月，任中共湖南省湘潭县委员会首任书记。
1927年八七会议后，8月至9月，任中共湖南省委员会委员、组织部部长。8月底，随毛泽东等到株洲传达八七会议精神，部署和组织领导株洲武装起义。1927年秋冬，先后两次参加组建中共湖南省委的紧急会议，分别被选为中共湖南省委农民部部长和组织局负责人，并任湘鄂赣军委委员。1927年10月至11月，任中共湖南省安源市委员会书记。11月，到湘西巡视工作，布置在邵阳等地举行年关暴动。1928年1月，任湖南省新化县工农革命暴动委员会主任。在长沙参加秘密会议期间因遭人举报而被捕。1928年1月24日，在长沙教育会坪被杀害。后被中共追认为革命烈士。